# Oedanomerus longicornis
Oedanomerus longicornis är en skalbaggsart som beskrevs av Gilbert John Arrow 1936. Oedanomerus longicornis ingår i släktet Oedanomerus och familjen Melolonthidae. Inga underarter finns listade i Catalogue of Life.